# قلعة زفورنك
هي قلعة من القرون الوسطى تقع في زفورنيك، البوسنة والهرسك، على جبل ملايفاتش المطل على وادي درينا.
تقع قلعة زفورنيك على ارتفاع 147 مترًا (482 قدمًا) فوق مستوى سطح البحر.

## التاريخ
ذكرت مدينة زفورنيك التي تسمى «أورزفغراد» أو «كولا غراد» وتعود إلى القرون الوسطى كملكية لعائلة زلاتونوسوفيتش الإقطاعية في القرون الوسطى عام 1410 عندما كان الملك الهنغاري سيجيسموند في المنطقة. ومن المحتمل أنها بنيت في القرن الثاني عشر أو الثالث عشر، وهي واحدة من أكبر القلاع في العصور الوسطى في البوسنة والهرسك.

### النمسا-المجر
تم تدمير جزء من المبنى عام 1878 أثناء الغزو النمساوي المجري للبوسنة والهرسك.
الحرب العالمية الثانية
احتلت قوات أوستاشا التابعة لدولة كرواتيا المستقلة الفاشية القلعة إلى جانب بقية زفورنيك ومعظم البوسنة، في أبريل 1941. وحررت القلعة في يوليو 1943 من قبل اللواء البروليتاري الأول خلال معركة زفورنيك.
الحرب البوسنية
ابتداءً من 8 أبريل 1992، دافع حوالي 300 جندي من جيش جمهورية البوسنة والهرسك عن الحصن الذي قامت به الجنود الصربية من الجيش الشعبي اليوغوسلافي خلال المراحل الأولى من الحرب البوسنية.
أصبحت زفورنيك جزءًا من جمهورية صربسكا، بعد الحرب البوسنية، وكانت الحكومة الصربية الجديدة بها كنيسة مبنية على أساس القلعة ونقلت جرس الكنيسة من قرية ديفيتش إلى الكنيسة الجديدة للاحتفال بفوزها على البوشناق.
تم الكشف عن رفات العديد من ضحايا الحرب من معركة (صراع) التسعينات في كولا غراد، في مايو 2013 .